# A magyar labdarúgó-válogatott 2017. október 7-i mérkőzése
A magyar labdarúgó-válogatott 2018-as világbajnoki selejtezőjének  kilencedik mérkőzését Svájc ellen, 2017. október 7-én Bázelben, a St. Jakob-Park stadionban rendezték. Ez volt a magyar labdarúgó-válogatott 920. hivatalos mérkőzése és a két válogatott egymás elleni 46. összecsapása.

## Előzmények
A két válogatott első hivatalos mérkőzésére 1911. január 8-án, Zürichben, a Spielfeld Hardau stadionban került sor, barátságos találkozó keretein belül. A magyar válogatott 2–0-ra kapott ki a 3000 néző előtt lezajlott összecsapáson. Legutóbb, napra pontosan egy évvel ezelőtt, 2016. október 7-én, Budapesten, a Groupama Arénában csapott össze a két csapat, szintén a 2018-as vb-selejtező sorozatban. A változatos mérkőzést végül a svájciak nyerték meg 3–2 arányban. Mind a két magyar találatot Szalai Ádám szerezte.
Eddig, a két válogatott összesen negyvenötször mérkőzött meg egymással. Ebből 30 magyar és 10 svájci siker született, a mindössze 5 döntetlen mellett. A magyar válogatottnak volt egy sikerszériája a svájciak ellen, nevezetesen 18 találkozón nem tudtak győzni a helvétek és ebből mindössze egyszer született döntetlen, tizenhétszer a magyarok hagyták el győztesen a pályát. Ez a korszak 1940. március 31-től 1989. április 4-ig tartott. Volt a mérkőzések között igazán sok találatot hozó is, nevezetesen a 7–4-es hazai, az 5–4-es idegenbeli vagy a 8–0-s szintén hazai siker. Ha megnézzük a magyarok gólszerzőit Svájc ellen, olyan nagy neveket találunk közöttük, mint Toldi Géza, Sárosi György, Zsengellér Gyula, Puskás Ferenc, Tichy Lajos, Göröcs János, Albert Flórián, és Fazekas László.
A legutóbbi időszakban, 1990 óta nyolcszor mérkőzött meg egymással a két válogatott és a fentebb említett, a magyarok számára dicsőséges időszakkal ellentétben már a svájciak felé billen a mérleg nyelve: öt helvét siker mellett mindössze egyetlen magyar volt, a két döntetlen mellett.
2017. október 2-án, vasárnap kezdte meg a felkészülést a magyar válogatott Telkiben. Október 3-án sajtótájékoztatót tartott a magyar válogatott szövetségi kapitánya. Bernd Storck abban bízik, hogy a bázeli vb-selejtezőn a válogatott hasonlóan egységes játékot nyújt, mint szeptemberben, Portugália ellen:
Nagyon várjuk az előttünk álló mérkőzéseket, különösen a svájciak elleni találkozót. A svájciak mérlege nyolc meccs, nyolc győzelem a sorozatban, ezért különösen nagy kihívás lesz játszani ellenük. Mi optimistán, jó hangulatban megyünk neki a meccsnek, és bízom benne, hogy hasonló teljesítményt tudunk nyújtani, mint a lettek és a portugálok ellen. Néhány játékost nélkülöznünk kell majd eltiltás vagy sérülés miatt, de mindenki nagyon motiváltan készül, ezért biztos vagyok benne, hogy a csapat meg fogja állni a helyét Baselben. Svájc ellen nem lesz vesztenivalónk, megpróbáljuk a lehetetlent lehetségessé tenni. Itthon két gólt lőttünk nekik, szeretnénk megmutatni, hogy ez idegenben is lehetséges. A lettek és a portugálok ellen egységesen, jól játszottunk, labdabirtoklásban is előre tudtunk lépni, az Európa-bajnok ellen tíz emberrel is próbáltunk minél többet támadni. Ez utóbbi meccsen a szurkolók a vereség ellenére is tapssal búcsúztattak bennünket, szeretnénk hasonlóan szerepelni Svájc ellen is.
A válogatott kerettagjai nagyon jó hangulatban és igen elszántan várták az utolsó két vb-selejtezőt. A válogatott elsőszámú kapusa, Gulácsi Péter nyilatkozott az MLSZ hivatalos honlapjának:
Természetesen a harmadik hely megtartása a legfontosabb célunk. Emellett pedig még egy fontos célunk van: a szurkolóinknak szeretnénk jó teljesítménnyel és persze minél jobb eredménnyel örömet okozni. Svájc győzelmi kényszerben lesz ellenünk, az itthoni mérkőzésen nagyon keményen meg kellett dolgozniuk ellenünk a három pontért. Feröer ellen pedig mindenképpen nyernünk kell, szóval nagyon elszántan várjuk az előttünk álló két mérkőzést.

### Mérkőzés előtti sajtótájékoztató
2017. október 6-án, egy nappal az összecsapás előtt a mérkőzés helyszínén, a bázeli St. Jakob-Parkban tartott sajtótájékoztatót a magyar csapat. Bernd Storck, a magyar válogatott szövetségi kapitánya elmondta, minden játékos egészségesen, motiváltan várja a találkozót, amelyen vesztenivaló nélkül léphet pályára a csapat:
A világranglistára pillantva láthatjuk, hogy a svájciak a mérkőzés esélyesei, hiszen a 7. helyen állnak, de mi is megmutattuk már, hogy a legjobb csapatokkal is fel tudjuk venni a versenyt, a portugálok és a svájciak elleni hazai meccsünk jó példa erre. Az a célunk, hogy ugyanazt a teljesítményt nyújtsuk, mint a legutóbbi két mérkőzésünkön Lettország és Portugália ellen, ahol kifejezetten jól játszottunk. Dzsudzsák Balázs eltiltása miatt nem léphet pályára, ezért új játékos veszi át a csapatkapitány szerepét. Én már tudom, kié lesz a karszalag, de a futballistáimmal is csak szombat reggel közlöm majd.
Bese Barnabás újságírói kérdésre válaszolva elmondta: annak ellenére, hogy az első két hely valamelyikének megszerzésére már nincs esély, a válogatott maximálisan komolyan veszi a szombati találkozót:
Száz százalékig komolyan vesszük a mérkőzést, ennek megfelelően kellőképpen felkészültünk a találkozóra. Biztos vagyok benne, hogy mindenki odateszi magát holnap, bízom benne, hogy megnehezítjük a svájciak dolgát, és borsot tudunk törni az orruk alá.
A sajtótájékoztatón részt vevő másik játékos, Pátkai Máté kiemelte, van azért tétje a mérkőzésnek:
A harmadik helyünk még nem biztos a csoportban, ez önmagában kellő motivációt jelent mindenki számára, ráadásul jövőre úgy következő versenysorozat kezdődik, és egyáltalán nem mindegy, melyik kalapból sorsolják majd a magyar válogatottat. Az első mérkőzés megmutatta, van keresnivalónk a svájciak ellen.

### Eltiltások
Az október 3-i Portugál mérkőzésen kapott sárga lapos figyelmeztetéssel kigyűlt két sárga lap miatt — mivel a szabályzat értelmében a selejtező-sorozatban két sárga lap után automatikusan egy mérkőzésről való eltiltás jár a játékosnak –, ezen a mérkőzése nem léphet pályára Fiola Attila és a csapatkapitány Dzsudzsák Balázs. Mind a mostani, mind a következő, Feröer elleni selejtező-mérkőzést ki kell hagynia Priskin Tamásnak, a magyar válogatott támadójának, mivel a Portugália ellen 1–0-ra elveszített vb-selejtező 30. percében a holland játékvezető Danny Makkelie kiállította, miután egy párharc során lekönyökölte Pepét.

## Helyszín
A találkozót Svájcban, Bázelben rendezik, a St. Jakob-Park stadionban, mely jelenleg Svájc legnagyobb labdarúgó-stadionja, a St. Jakob Sportcentrum része. Ez a stadion az otthona a FC Basel labdarúgó-csapatnak. Itt rendezték a 2008-as labdarúgó-Európa-bajnokság 3 csoportmérkőzését (köztük a nyitómeccset), 2 negyeddöntőt, és az egyik elődöntőt.
A világhírű Herzog & de Meuron építészeti iroda által tervezet stadiont az 1954-es labdarúgó-világbajnokságra építették, és kétszer is 60 000 fő néző töltötte meg, amivel a svájci stadioncsúcsot tartja. Jelenleg 38 512 fő a teljes kapacitása.

## Keretek
megjegyzés: A táblázatokban szereplő adatok a mérkőzés előtti állapotnak megfelelőek.
Bernd Storck 2017. szeptember 22-én hozta nyilvánosságra a mérkőzés magyar válogatott 24 fős keretét a Magyar Labdarúgó-szövetség hivatalos honlapján. Ismét a tavalyi Európa-bajnokságon játszók adják a külföldön játszó kerettagok többségét. Mindössze Megyeri Balázs és Sallai Roland nem volt a keret tagja a 2016-os kontinenstornán. Ugyanakkor visszatérő is van az előző összetételhez képest, hiszen a Dijonban légióskodó Lang Ádámnak ismét meghívót küldött Bernd Storck szövetségi kapitány. Szalai Ádám, Pintér Ádám és Kleinheisler László továbbra sem egészségesek, így rájuk sem számíthat a szövetségi kapitány az októberi meccseken, Nikolics Nemanja pedig ismét azt kérte, hogy klubcsapatánál maradhasson, mivel az MLS-ben játszó támadó a Chicago Fire-ban előtte álló feladatokra szeretne koncentrálni. A két rendelkezésre álló, és korábban is kerettag Böde Dániel és Eppel Márton mellé a diósgyőri Ugrai Rolandot is meghívta a szövetségi kapitány. Ugrai korábban már volt tagja a bő keretnek, de tétmérkőzésre készülő csapatba még nem kapott meghívót korábban. A portugálok ellen ötödik sárga lapjukat begyűjtő két játékos közül nemcsak Dzsudzsák Balázsra számít a kapitány, hanem Fiola Attilára is, hiszen a selejtezősorozatot záró Feröer-szigetek elleni mérkőzésen már mindketten pályára léphetnek, amennyiben Bernd Storck szerepeltetésük mellett dönt.
Bernd Storck, a magyar válogatott szövetségi kapitánya nyilatkozata a kerethirdetés után:
Bár néhány külföldön játszó sajnos még mindig sérült, ennek ellenére jó és erős csapatunk lesz a pályán a Svájc és Feröer-szigetek elleni mérkőzéseken. Minden játékos tudja, hogyan készüljön fel profi módon a válogatott mérkőzéseire, ahogy ezt azt előző két alkalmával is bizonyították. Lettország ellen ugyanolyan jó stílusban játszottunk, mint korábban és magabiztosan nyertük meg a mérkőzést, a regnáló Európa-bajnok ellen pedig nagyszerűen játszottunk még úgy is, hogy több mint 60 percen keresztül csak tíz játékosunk volt a pályán. Ugyanezen a sikeres úton szeretnénk tovább haladni az utolsó két vb-selejtezőn is, az idei utolsó hazai tétmeccsünkön pedig szeretnénk újra boldoggá tenni fantasztikus szurkolóinkat és a mérkőzés végén együtt ünnepelni velük.
Október elsején Hangya Szilveszter betegsége miatt kikerült a keretből, helyére Szabó Jánost hívta be a kapitány.
| Magyarország                      | Magyarország       | Magyarország                     | Magyarország | Magyarország | Magyarország        | Magyarország                      |
| Poszt                             | Név                | Születési idő és életkor         | Vál.         | Gól          | Klub                | Utolsó válogatottság              |
| --------------------------------- | ------------------ | -------------------------------- | ------------ | ------------ | ------------------- | --------------------------------- |
| K                                 | Gulácsi Péter      | 1990. május 6. (27 évesen)       | 12           | 0            | RB Leipzig          | 2017. 09. 03-án Portugália ellen  |
| K                                 | Megyeri Balázs     | 1990. március 31. (27 évesen)    | 1            | 0            | Greuther Fürth      | 2016. 11. 15-én Svédország ellen  |
| K                                 | Kovácsik Ádám      | 1991. április 4. (26 évesen)     | 0            | 0            | Videoton            | —                                 |
| V                                 | Bese Barnabás      | 1994. május 6. (23 évesen)       | 8            | 0            | Le Havre            | 2017. 08. 31-én Lettország ellen  |
| V                                 | Botka Endre        | 1994. augusztus 25. (23 évesen)  | 1            | 0            | Ferencváros         | 2016. 11. 15-én Svédország ellen  |
| V                                 | Fiola Attila       | 1990. február 17. (27 évesen)    | 20           | 0            | Videoton            | 2017. 09. 03-án Portugália ellen  |
| V                                 | Guzmics Richárd    | 1987. április 16. (30 évesen)    | 24           | 1            | Jenpien Funde       | 2017. 09. 03-án Portugália ellen  |
| V                                 | Hangya Szilveszter | 1994. január 2. (23 évesen)      | 2            | 0            | Vasas               | 2017. 06. 05-án Oroszország ellen |
| V                                 | Kádár Tamás        | 1990. március 14. (27 évesen)    | 41           | 1            | Dinamo Kijev        | 2017. 09. 03-án Portugália ellen  |
| V                                 | Korhut Mihály      | 1988. december 1. (28 évesen)    | 11           | 0            | Hapóél Beér-Seva    | 2017. 09. 03-án Portugália ellen  |
| V                                 | Lang Ádám          | 1993. január 17. (24 évesen)     | 21           | 1            | Dijon               | 2017. 06. 09-én Andorra ellen     |
| V                                 | Szabó János        | 1989. június 11. (28 évesen)     | 1            | 0            | Paksi FC            | 2014. 05. 22-én Dánia ellen       |
| KP                                | Dzsudzsák Balázs   | 1986. december 23. (30 évesen)   | 91           | 21           | el-Vahda            | 2017. 09. 03-án Portugália ellen  |
| KP                                | Elek Ákos          | 1988. július 21. (29 évesen)     | 44           | 1            | Kajrat Almati       | 2017. 09. 03-án Portugália ellen  |
| KP                                | Lovrencsics Gergő  | 1988. szeptember 1. (29 évesen)  | 18           | 1            | Ferencváros         | 2017. 09. 03-án Portugália ellen  |
| KP                                | Márkvárt Dávid     | 1994. szeptember 20. (23 évesen) | 1            | 0            | Puskás Akadémia     | 2017. 06. 05-án Oroszország ellen |
| KP                                | Nagy Ádám          | 1995. június 17. (22 évesen)     | 19           | 0            | Bologna             | 2017. 08. 31-én Lettország ellen  |
| KP                                | Nagy Dániel        | 1991. március 15. (26 évesen)    | 0            | 0            | Újpest              | —                                 |
| KP                                | Pátkai Máté        | 1988. március 6. (29 évesen)     | 7            | 0            | Videoton            | 2017. 09. 03-án Portugália ellen  |
| KP                                | Sallai Roland      | 1997. május 22. (20 évesen)      | 3            | 0            | Ellínon Lefkoszíasz | 2017. 06. 09-én Andorra ellen     |
| KP                                | Stieber Zoltán     | 1988. október 16. (28 évesen)    | 22           | 3            | D.C. United         | 2017. 08. 31-én Lettország ellen  |
| KP                                | Varga Roland       | 1990. január 23. (27 évesen)     | 6            | 2            | Ferencváros         | 2017. 09. 03-án Portugália ellen  |
| CS                                | Böde Dániel        | 1986. október 24. (30 évesen)    | 18           | 4            | Ferencváros         | 2017. 09. 03-án Portugália ellen  |
| CS                                | Eppel Márton       | 1991. november 20. (25 évesen)   | 3            | 0            | Budapest Honvéd     | 2017. 09. 03-án Portugália ellen  |
| CS                                | Ugrai Roland       | 1992. november 13. (24 évesen)   | 0            | 0            | Diósgyőr            | —                                 |
| Szövetségi kapitány: Bernd Storck |                    |                                  |              |              |                     |                                   |

A Svájci szövetség szeptember 29-én hozta nyilvánosságra Vladimir Petković keretét. A csapatból sérülés miatt kimaradt Edimilson és Gelson Fernandes. A helyükre Breel Embolo és Fabian Frei került. Embolo súlyos sérülése miatt közel egyéves kihagyás után került vissza a válogatottba. Október 2-án bejelentették, hogy egy szájsebészeti beavatkozás miatt Roman Bürkire nem számíthat a kapitány, aki Yvon Mvogóval pótolta őt. Egy nappal később Valon Behrami maradt ki térdsérülés miatt, helyére Mario Gavranović kapott meghívást a csapatba. Huszonegy légióssal várja a még százszázalékos svájci válogatott a magyarokat Bázelben. A két otthon játszó futballista a BL-szereplő bajnokcsapatot, az FC Baselt képviseli.
| Svájc                                  | Svájc                | Svájc                            | Svájc | Svájc | Svájc                    | Svájc                |
| Poszt                                  | Név                  | Születési idő és életkor         | Vál.  | Gól   | Klub                     | Utolsó válogatottság |
| -------------------------------------- | -------------------- | -------------------------------- | ----- | ----- | ------------------------ | -------------------- |
| K                                      | Roman Bürki          | 1990. november 14. (26 évesen)   | 7     | 0     | Borussia Dortmund        |                      |
| K                                      | Marwin Hitz          | 1987. szeptember 18. (30 évesen) | 2     | 0     | FC Augsburg              |                      |
| K                                      | Yann Sommer          | 1988. december 17. (28 évesen)   | 29    | 0     | Borussia Mönchengladbach |                      |
| K                                      | Yvon Mvogo           | 1994. június 6. (23 évesen)      | 0     | 0     | RB Leipzig               | —                    |
| V                                      | Manuel Akanji        | 1995. július 19. (22 évesen)     | 2     | 0     | FC Basel                 |                      |
| V                                      | Johan Djourou        | 1987. január 18. (30 évesen)     | 70    | 2     | Antalyaspor              |                      |
| V                                      | Nico Elvedi          | 1996. szeptember 30. (21 évesen) | 4     | 0     | Borussia Mönchengladbach |                      |
| V                                      | Michael Lang         | 1991. február 8. (26 évesen)     | 21    | 2     | FC Basel                 |                      |
| V                                      | Stephan Lichtsteiner | 1984. január 16. (33 évesen)     | 92    | 7     | Juventus FC              |                      |
| V                                      | François Moubandje   | 1990. június 21. (27 évesen)     | 14    | 0     | Toulouse FC              |                      |
| V                                      | Ricardo Rodríguez    | 1992. augusztus 25. (25 évesen)  | 47    | 2     | AC Milan                 |                      |
| V                                      | Fabian Schär         | 1991. december 20. (25 évesen)   | 31    | 7     | Deportivo La Coruña      |                      |
| KP                                     | Valon Behrami        | 1985. április 19. (32 évesen)    | 76    | 2     | Udinese Calcio           |                      |
| KP                                     | Blerim Džemaili      | 1986. április 12. (31 évesen)    | 58    | 7     | Montreal Impact          |                      |
| KP                                     | Fabian Frei          | 1989. január 8. (28 évesen)      | 10    | 1     | FSV Mainz                |                      |
| KP                                     | Remo Freuler         | 1992. április 15. (25 évesen)    | 4     | 0     | Atalanta BC              |                      |
| KP                                     | Xherdan Shaqiri      | 1991. október 10. (25 évesen)    | 64    | 20    | Stoke City FC            |                      |
| KP                                     | Granit Xhaka         | 1992. szeptember 27. (25 évesen) | 55    | 7     | Arsenal                  |                      |
| KP                                     | Denis Zakaria        | 1996. november 20. (20 évesen)   | 5     | 0     | Borussia Mönchengladbach |                      |
| KP                                     | Steven Zuber         | 1991. augusztus 17. (26 évesen)  | 4     | 0     | TSG Hoffenheim           |                      |
| CS                                     | Eren Derdiyok        | 1988. június 12. (29 évesen)     | 59    | 11    | Galatasaray SK           |                      |
| CS                                     | Breel Embolo         | 1997. február 14. (20 évesen)    | 17    | 2     | Schalke 04               |                      |
| CS                                     | Admir Mehmedi        | 1991. március 16. (26 évesen)    | 55    | 7     | Bayer Leverkusen         |                      |
| CS                                     | Haris Seferović      | 1992. február 22. (25 évesen)    | 43    | 11    | SL Benfica               |                      |
| CS                                     | Mario Gavranović     | 1989. november 24. (27 évesen)   | 11    | 4     | HNK Rijeka               |                      |
| Szövetségi kapitány: Vladimir Petković |                      |                                  |       |       |                          |                      |

## Örökmérleg a mérkőzés előtt
| Magyarország |           | Svájc  |
| ------------ | --------- | ------ |
| 30           | Győzelem  | 10     |
| 5            | Döntetlen | 5      |
| 129          | Gólok     | 61     |
| 65/90        | Pontok    | 25/90  |
| 72,22%       | %         | 27,78% |

A táblázatban a győzelemért 2 pontot számoltunk el.

## A selejtezőcsoport állása a mérkőzés előtt
| Hely. | Csapat       | M | Gy | D | V | G+ | G– | Gk  | P  | Továbbjutás                      |
| ----- | ------------ | - | -- | - | - | -- | -- | --- | -- | -------------------------------- |
| 1.    | Svájc        | 8 | 8  | 0 | 0 | 18 | 3  | +15 | 24 | Kijut a 2018-as világbajnokságra |
| 2.    | Portugália   | 8 | 7  | 0 | 1 | 28 | 4  | +24 | 21 | Lehetséges pótselejtező          |
| 3.    | Magyarország | 8 | 3  | 1 | 4 | 11 | 9  | +2  | 10 |                                  |
| 4.    | Feröer       | 8 | 2  | 2 | 4 | 4  | 15 | −11 | 8  |                                  |
| 5.    | Andorra      | 8 | 1  | 1 | 6 | 2  | 17 | −15 | 4  |                                  |
| 6.    | Lettország   | 8 | 1  | 0 | 7 | 3  | 18 | −15 | 3  |                                  |

1. ↑  A nyolc legjobb csoportmásodik pótselejtezőt játszik. A kilencedik csoportmásodik kiesik.

## A mérkőzés
| 2017. október 7., szombat 20:45 (UTC+3) |

| Svájc                                                                             | 5 – 2                          | Magyarország                                   |
| --------------------------------------------------------------------------------- | ------------------------------ | ---------------------------------------------- |
| Xhaka (1–0) 18' Frei (2–0) 20' Zuber (3–0) 42' • (4–0) 49' Lichtsteiner (5–1) 83' | (3 – 0) [FIFAUEFA Jegyzőkönyv] | 58' (4–1) 35' Guzmics 89' (5–2) Ugrai 44' Elek |

| St. Jakob-Park, Bázel Nézőszám: 32 018 Játékvezető: Paolo Tagliavento (olasz) Asszisztensek: Alessandro Giallatini és Filippo Meli |

Az első szögletet a magyar válogatott végezhette el az 1. percben, de az első kapura tartó lövés a svájciak támadója, Shaqiri nevéhez fűződött. A magyar válogatott nem adta fel a támadások esélyét, a debütáló Ugrai Rolandnak több jó megmozdulása is volt a hazai kapu előterében, miközben nem adta fel a szervezett védekezést sem a csapat. A svájciak többet támadtak, de ekkor még semmi sem utalt arra, hogy vezetést szereznek, a 18. percben, egy ártalmatlannak tűnő szituációt követően mégis gólt lőttek: Gulácsi Péter rosszul vette át a labdát egy hazaadás után, majd elcsúszott a nedves füvön, Xhaka ott termett és az üres kapuba passzolt; (1–0). A váratlan gólt megzavarta a csapatot, és közvetlenül a középkezdés után egy labdavesztés után megcsúsztunk védekezésben, a balösszekötő helyéről, 16 méterről Frei lőhetett kapura, a labda megpattant a blokkolni próbáló Bese lábán, és védhetetlenül a bal felső sarokba vágódott; (2–0).  A szerencse a folytatásban sem pártolt a magyar válogatott mellé: a 30. percben Bese Barnabás megsérült, hordágyon kellett levinni a pályáról, így rövid ideig emberhátrányban játszottak, ez idő alatt Shaqiri lövését követően kellett nagyot védenie Gulácsinak. Bese helyére Lang Ádámot küldte be Bernd Storck szövetségi kapitány. A svájciak kétgólos előnyben is veszélyesebbek voltak, a 39. percben Safarovic rontott nagy ziccerben. A 42. percben megszületett a harmadik hazai gól, a svájciak egymás után két párharcot nyertek meg a tizenhatosunk előtt, így került Zuber elé a labda, aki a balösszekötő helyéről a bal alsó sarokba helyezett (3–0), kialakítva a félidei állást. A 48. percben Zuber 25 méteres lövésébe csak beleütni tudott Gulácsi Péter, a labda a magyar kapus kezéről a gólvonal mögé pattant; (4–0). A svájciak felszabadultan, nagy kedvvel, a mieink görcsösen játszottak, mégis sikerült szépítenünk, egy bal oldali szöglet után Kádár Tamás fejesét még bravúrral védte Sommer, de Guzmics Richárd félfordulatból leadott 8 méteres lövésénél nem háríthatott, a labda a kapu bal oldalában között ki; (4–1). A magyar gól után kiegyenlítettebb lett a mérkőzés, kevesebb veszélyes svájci akció futott a pályán, de a labdabirtoklási fölény továbbra is a házigazdáké volt. A 69. percben utolsó cserelehetőségünket is kihasználták a vendégek, Sallai Roland érkezett Varga Roland helyére. A 76. percben éppen Sallai tette középre a labdát bal oldalról, az alapvonal közeléből, de az érkező Lovrencsics Gergő nagy helyzetben a kapus kezébe fejelte a labdát. A hajrához közeledve elsősorban a svájciak cseréi voltak aktívak, Embolo és Zakaria is többször helyzetbe került a kapunk előtt, de végül a jobbhátvédjük szerzett gólt, a 83. percben Lichsteiner bombázott kapásból a kapu jobb oldalába a jobbösszekötő helyéről; (5–1). Nem sokkal később sikerült a magyaroknak válaszolni erre a találatra: a 89. percben Nagy Ádám éles szögből, a jobb oldalról bombázott kapura, Sommer kiütötte a labdát, de csak Ugrai Rolandig, aki felugrott és a kapu bal oldalába fejelt, így első válogatott meccsén gólt szerzett; (5–2). Ezzel alakult ki a végeredmény, a magyarok a sorozat utolsó mérkőzésén, a Groupama Arénában a Feröer-szigetek ellen lépnek pályára a csoport harmadik helyéért.

### Az összeállítások
| Csapatszínek | Csapatszínek | Csapatszínek |
| Csapatszínek |              |              |
| Csapatszínek |              |              |
|              |              |              |
| Svájc        |              |              |

| Csapatszínek | Csapatszínek | Csapatszínek |
| Csapatszínek |              |              |
| Csapatszínek |              |              |
|              |              |              |
| Magyarország |              |              |

Használt rövidítések (magyar rövidítés – angol rövidítés – poszt):
| - KA – GK – kapus - V – DF – hátvéd - S – SW – söprögető - JV – RB – jobb oldali védő - KV – CB – középső védő - BV – LB – bal oldali védő - JSZV – RWB – jobb szélső védő - BSZV – LWB – bal szélső védő | - KP – MF – középpályás - VKP – DM – védekező középpályás - BKP – LM – bal oldali középpályás - KKP – CM – középső középpályás - JKP – RM – jobb oldali középpályás | - JSZ – RW – jobb szélső - BSZ – LW – bal szélső - TKP – AM – támadó középpályás | - CS – ST, FW – csatár - JCS – RF – jobb oldali csatár - KCS – CF – középső csatár - BCS – LF – bal oldali csatár |

| SVÁJC:            |    |                      |         |
|                   |    |                      |         |
| KA                | 1  | Yann Sommer          |         |
| JV                | 2  | Stephan Lichtsteiner | 83'     |
| KV                | 22 | Fabian Schär         |         |
| KV                | 20 | Johan Djourou        |         |
| BV                | 3  | François Moubandje   |         |
| JVKP              | 10 | Granit Xhaka         | 18'     |
| BVKP              | 16 | Fabian Frei          | 20' 73' |
| JTKP              | 14 | Steven Zuber         | 43' 49' |
| KTKP              | 8  | Remo Freuler         | 84'     |
| BTKP              | 23 | Xherdan Shaqiri      |         |
| CS                | 9  | Haris Seferović      | 63'     |
| Cserék:           |    |                      |         |
| KA                | 12 | Marwin Hitz          |         |
| KA                | 21 | Yvon Mvogo           |         |
| V                 | 4  | Nico Elvedi          |         |
| V                 | 5  | Manuel Akanji        |         |
| V                 | 6  | Michael Lang         |         |
| CS                | 7  | Breel Embolo         | 63'     |
| CS                | 11 | Mario Gavranović     |         |
| V                 | 13 | Ricardo Rodríguez    |         |
| KP                | 15 | Blerim Džemaili      |         |
| KP                | 17 | Denis Zakaria        | 73'     |
| CS                | 18 | Admir Mehmedi        |         |
| CS                | 19 | Eren Derdiyok        | 84'     |
| Vezetőedző:       |    |                      |         |
| Vladimir Petković |    |                      |         |

| MAGYARORSZÁG: |    |                   |         |
|               |    |                   |         |
| KA            | 1  | Gulácsi Péter     |         |
| JV            | 16 | Bese Barnabás     | 32'     |
| KV            | 20 | Guzmics Richárd   | 58'     |
| KV            | 4  | Kádár Tamás       |         |
| BV            | 3  | Korhut Mihály     |         |
| JVKP          | 6  | Elek Ákos         | 44' 56' |
| BVKP          | 15 | Pátkai Máté       |         |
| JTKP          | 17 | Varga Roland      | 69'     |
| TKP           | 8  | Nagy Ádám         |         |
| BKP           | 14 | Lovrencsics Gergő |         |
| CS            | 9  | Ugrai Roland      | 35' 89' |
| Cserék:       |    |                   |         |
| KA            | 12 | Kovácsik Ádám     |         |
| KA            | 22 | Megyeri Balázs    |         |
| V             | 2  | Lang Ádám         | 32'     |
| V             | 5  | Botka Endre       |         |
| KP            | 10 | Nagy Dániel       |         |
| CS            | 11 | Eppel Márton      |         |
| CS            | 13 | Böde Dániel       |         |
| V             | 16 | Szabó János       |         |
| KP            | 18 | Stieber Zoltán    |         |
| CS            | 19 | Sallai Roland     | 69'     |
| KP            | 23 | Márkvárt Dávid    | 56'     |
| Vezetőedző:   |    |                   |         |
| Bernd Storck  |    |                   |         |

Asszisztensek:

Alessandro Giallatini (olasz) (partvonal)

Filippo Meli (olasz) (partvonal)

Negyedik játékvezető:

Marco Guida (olasz)

### Mérkőzés utáni nyilatkozatok
A magyar válogatott szövetségi kapitánya, Bernd Storck lefújás után értékelte a mérkőzést. Kiemelte, olyan hibák, amilyeneket elkövettünk, ezen a szinten nem férnek bele a játékba:
Gratulálok Svájc válogatottjának, megérdemelten nyerte meg a mérkőzést. Tudtuk, hogy a világranglista-hetedik svájciak hazai pályán dominálni fognak ellenünk, és az első negyedórában nem is volt gond a játékunkkal. Sajnos egy nagy egyéni hibából kaptuk az első gólt, utána a svájciak nyomást gyakoroltak ránk, és egyből megszerezték a második gólt. A szünet után már nehéz dolgunk volt, ráadásul a második félidőt is gólt eredményező egyéni hibával kezdtük, ma kicsit saját magunkat vertük meg. Ezzel együtt a svájciak megérdemelten nyertek, nagyszerű csapatuk van, de ezen a szinten minden ellenfél kíméletlenül megbünteti az olyan hibákat, amelyeket ma elkövettünk. Az öt kapott gól ellenére pozitívumokat is láttam, volt egy-két jó egyéni teljesítmény a csapatban, Ugrai Roland például jól játszott, tudtam róla, hogy labdabiztos, gyors játékos, és hittem benne, hogy ezt be fogja bizonyítani ma. A legjobb válogatottakkal nem vagyunk egy szinten, de nem akarok olyan futballt játszatni, hogy beállunk védekezni a kapunk elé, és csak előrerúgjuk a labdákat. Ma is végig próbáltunk előre játszani, és ebből helyzeteket alakítottunk ki, két gólt is szereztünk. Tanultunk a mérkőzésből, és a tapasztalatokból tovább fogjuk építeni a csapatot. Kedden, Feröer-szigetek ellen egész más mérkőzésre van kilátás, hazai pályán játszunk, és ha azt a teljesítményt nyújtjuk, amit a múltban már többször is mutattunk, akkor meglesz a győzelem. Olyan hibákat mint ma, azonban Feröer ellen sem követhetünk el, különben azt a találkozót sem nyerjük meg.
Gulácsi Péter, a válogatott kapusa két nagy hibát követett el a mérkőzésen, mindkettőt góllal büntette a svájci válogatott. A Bundesligában, a Red Bull Lipcse csapatában védő játékos a meccs után a játékostársaktól és a szurkolóktól is bocsánatot kért a hibák miatt:
Nem az a kapus vagyok, aki sokat vagy nagyokat hibázik, de most kétszer is nagy hibát követtem el. Az első gólnál rosszul vettem át a labdát, majd gyorsan akartam korrigálni, de elcsúsztam, a negyedikénél pedig egyszerűen mellé ütöttem a labdának, ezen nincs mit szépíteni. A lefújás után elnézést kértem az öltözőben a csapattársaktól, és most elnézést kérek a szurkolóktól is. A kapus hibája legtöbbször gólhoz vezet, most ez kétszer is megtörtént velem, ráadásul mindkét alkalommal lélektanilag rossz pillanatban hibáztam, és ez a két hiba gyökeresen befolyásolta a meccset. Az első kapott gól átírta a tervezett forgatókönyvet, nyíltabbá vált a játékunk, több területet adtunk a svájciaknak, akik kihasználták ezt, és további gólokat értek el. Próbáljuk mielőbb rendbe tenni a fejeket, a legjobban felkészülni keddre, és megnyerni a feröeriek elleni hazai meccset. Amilyen hangulatot ma is teremtettek a szurkolóink 30 ezer svájcival szemben, az hihetetlen. Végig mögöttünk álltak most is, ahogy a selejtezősorozat összes nehéz pillanatában. Az a minimum, hogy kedden kitesszük a szívünket a pályára és legyőzzük Feröert.

## Statisztika
| Összesen                        | Svájc     | Magyarország |
| ------------------------------- | --------- | ------------ |
| Labdabirtoklás                  | 64%       | 36%          |
| Kapura lövési kísérlet          | 28        | 9            |
| – Ebből kaput elkerülő kísérlet | 8         | 2            |
| – Ebből kaput eltaláló kísérlet | 11        | 6            |
| Ebből gól                       | 5         | 2            |
| Blokkolt kísérlet               | 9         | 1            |
| Kapufa                          | 0         | 0            |
| Szöglet                         | 6         | 3            |
| Les                             | 5         | 1            |
| Passzkísérletek száma           | 662       | 332          |
| Sikeres passzok száma           | 617 (93%) | 270 (81%)    |
| Labdaszerzés                    | 36        | 35           |
| Elkövetett szabálytalanság      | 5         | 10           |
| Sárga lap                       | 0         | 2            |
| Piros lap                       | 0         | 0            |

## Örökmérleg a mérkőzés után
| Magyarország |           | Svájc  |
| ------------ | --------- | ------ |
| 30           | Győzelem  | 11     |
| 5            | Döntetlen | 5      |
| 131          | Gólok     | 66     |
| 65/92        | Pontok    | 27/92  |
| 70,65%       | %         | 29,34% |

A táblázatban a győzelemért 2 pontot számoltunk el.

## A selejtezőcsoport állása a mérkőzés után
További mérkőzések a fordulóban
| 2017. október 7. | Andorra | 0 – 2 | Portugália |
| 2017. október 7. | Feröer  | 0 – 0 | Lettország |

| Hely. | Csapat       | M | Gy | D | V | G+ | G– | Gk  | P  | Továbbjutás                      |
| ----- | ------------ | - | -- | - | - | -- | -- | --- | -- | -------------------------------- |
| 1.    | Svájc        | 9 | 9  | 0 | 0 | 23 | 5  | +18 | 27 | Kijut a 2018-as világbajnokságra |
| 2.    | Portugália   | 9 | 8  | 0 | 1 | 30 | 4  | +26 | 24 | Lehetséges pótselejtező          |
| 3.    | Magyarország | 9 | 3  | 1 | 5 | 13 | 14 | −1  | 10 |                                  |
| 4.    | Feröer       | 9 | 2  | 3 | 4 | 4  | 15 | −11 | 9  |                                  |
| 5.    | Lettország   | 9 | 1  | 1 | 7 | 3  | 18 | −15 | 4  |                                  |
| 6.    | Andorra      | 9 | 1  | 1 | 7 | 2  | 19 | −17 | 4  |                                  |

1. ↑  A nyolc legjobb csoportmásodik pótselejtezőt játszik. A kilencedik csoportmásodik kiesik.

## Gólok és figyelmeztetések
A magyar válogatott játékosainak góljai és figyelmeztetései a selejtezősorozatban.
Csak azokat a játékosokat tüntettük fel a táblázatban, akik legalább egy gólt vagy figyelmeztetést kaptak.
A játékosok vezetéknevének abc-sorrendjében.
| Mérkőzés            | Mérkőzés | Mérkőzés | Mérkőzés | Mérkőzés | Mérkőzés | FRO–HUN     | HUN–SUI     | LVA–HUN     | HUN–AND     | POR–HUN     | AND–HUN     | HUN–LVA         | HUN–POR     | SUI–HUN         | HUN–FRO     |
| ------------------- | -------- | -------- | -------- | -------- | -------- | ----------- | ----------- | ----------- | ----------- | ----------- | ----------- | --------------- | ----------- | --------------- | ----------- |
| Játékos             | Gól      |          |          |          | KM       | 2016.09.06. | 2016.10.07. | 2016.10.10. | 2016.11.13. | 2017.03.25. | 2017.06.09. | 2017.08.31.     | 2017.09.03. | 2017.10.07.     | 2017.10.10. |
| Bese Barnabás       | 0        | 2        | 0        | 0        | 1        |             |             |             |             |             | Sárga lap   | Sárga lap       | X           |                 |             |
| Dzsudzsák Balázs    | 1        | 2        | 0        | 0        | 1        |             |             |             |             | Sárga lap   |             | Gól             | Sárga lap   | X               |             |
| Elek Ákos           | 0        | 2        | 0        | 0        | 1        |             |             |             |             |             |             |                 | Sárga lap   | Sárga lap       | X           |
| Fiola Attila        | 0        | 2        | 0        | 0        | 1        | Sárga lap   |             |             |             |             |             |                 | Sárga lap   | X               |             |
| Gera Zoltán         | 1        | 1        | 0        | 0        | 0        |             |             |             | Gól         | Sárga lap   |             |                 |             |                 |             |
| Guzmics Richárd     | 1        | 0        | 0        | 0        | 0        |             |             |             |             |             |             |                 |             | Gól             |             |
| Gyurcsó Ádám        | 2        | 0        | 0        | 0        | 0        |             |             | Gól         | Gól         |             |             |                 |             |                 |             |
| Kádár Tamás         | 1        | 3        | 0        | 0        | 1        | Sárga lap   |             | Sárga lap   | X           | Sárga lap   |             | Gól             |             |                 |             |
| Kleinheisler László | 0        | 2        | 0        | 0        | 1        | Sárga lap   |             |             | Sárga lap   | X           |             |                 |             |                 |             |
| Korhut Mihály       | 0        | 1        | 0        | 0        | 0        |             |             |             | Sárga lap   |             |             |                 |             |                 |             |
| Lang Ádám           | 1        | 0        | 0        | 0        | 0        |             |             |             | Gól         |             |             |                 |             |                 |             |
| Nagy Ádám           | 0        | 1        | 0        | 0        | 0        |             |             |             |             |             |             | Sárga lap       |             |                 |             |
| Pátkai Máté         | 0        | 1        | 0        | 0        | 0        |             |             |             |             |             |             |                 | Sárga lap   |                 |             |
| Priskin Tamás       | 0        | 0        | 0        | 1        | 1        |             |             |             |             |             |             |                 | kiállítva   | X               | X           |
| Szalai Ádám         | 5        | 1        | 0        | 0        | 0        |             | Gól · Gól   | Gól         | Gól         |             |             | Gól · Sárga lap |             |                 |             |
| Ugrai Roland        | 1        | 1        | 0        | 0        | 0        |             |             |             |             |             |             |                 |             | Gól · Sárga lap |             |
| Összesen            | 13       | 19       | 0        | 1        | 7        |             |             |             |             |             |             |                 |             |                 |             |

Jelmagyarázat:  = szerzett gólok;  = sárga lapos figyelmeztetés;  = egy mérkőzésen 2 sárga lap utáni azonnali kiállítás;  = piros lapos figyelmeztetés, azonnali kiállítás; X = eltiltás; KM = eltiltás miatt kihagyott mérkőzések száma

### Összes mérkőzés
Győzelem
      Döntetlen
      Vereség
| No.        | Dátum         | Helyszín                                 | Nézőszám | Mérkőzés             | Eredmény                     | Gólszerző(k) |
| ---------- | ------------- | ---------------------------------------- | -------- | -------------------- | ---------------------------- | --- |
| 1. (31.)   | 1911. 01. 08. | Zürich, Spielfeld Hardau                 | 3 000    | barátságos           | Svájc–Magyarország 2–0 (0–0) | Collet 51', Wyss I. 55'                                                                                                 |
| 2. (32.)   | 1911. 10. 29. | Budapest, Millenáris-pálya               | 15 000   | barátságos           | Magyarország–Svájc 9–0 (4–0) | Bíró 1', Koródy 5' 26', Schlosser 18' 56' 62' 79' 83' 85'                                                               |
| 3. (68.)   | 1918. 05. 12. | Budapest, Hungária körúti stadion        | 16 000   | barátságos           | Magyarország–Svájc 2–1 (0–0) | Schaffer 57', Schlosser 77'                                                                                             |
| 4. (83.)   | 1922. 06. 15. | Budapest, Hungária körúti stadion        | 25 000   | barátságos           | Magyarország–Svájc 1–1 (0–1) | Blum 63' ill. Merkt 19'                                                                                                 |
| 5. (90.)   | 1923. 03. 11. | Lausanne, Stade Olympique de la Pontaise | 10 000   | barátságos           | Svájc–Magyarország 1–6 (0–1) | Molnár Gy. 4' 57', Orth 57' 77', Híres 63' 65' ill. Abegglen 75'                                                        |
| 6. (97.)   | 1924. 05. 18. | Zürich, Sportplatz Förlibuck             | 20 000   | barátságos           | Svájc–Magyarország 4–2 (0–1) | Braun 66', Opata 72' ill. Abegglen 20', Sturzenegger 32', Ehrenbolger 47', Pollitz 54'                                  |
| 7. (105.)  | 1925. 03. 25. | Budapest, Hungária körúti stadion        | 32 000   | barátságos           | Magyarország–Svájc 5–0 (2–0) | Takács J. 14', Molnár Gy. 43' 79' (11-esből), Jeny 84' 87'                                                              |
| 8. (134.)  | 1928. 11. 01. | Budapest, Üllői-úti pálya                | 20 000   | Európa-kupa 1927–30  | Magyarország–Svájc 3–1 (1–0) | Turay 36', Híres 49', Ströck 53' ill. Weiler II. 78' (11-esből)                                                         |
| 9. (136.)  | 1929. 04. 14. | Bern, Wankdorf stadion                   | 19 000   | Európa-kupa 1927–30  | Svájc–Magyarország 4–5 (2–1) | Wildmer 8', Takács J. 51' 76', Toldi 56', Híres 73' ill. Weiler I. 2', Abegglen III. 26' 66', Abegglen II. 78'          |
| 10. (105.) | 1930. 04. 13. | Bázel, Sportanlage Rankhof               | 20 000   | barátságos           | Magyarország–Svájc 2–2 (1–1) | Toldi 37' 63' ill. Baumeister 7', Ramseyer I. 65' (11-esből)                                                            |
| 11. (149.) | 1931. 04. 12. | Budapest, Hungária körúti stadion        | 25 000   | Európa-kupa 1931–32  | Magyarország–Svájc 6–2 (2–2) | Avar 3' 71' 87', P. Szabó 35', Kalmár 75', Táncos 76' ill. Abegglen III. 4' 8'                                          |
| 12. (160.) | 1932. 06. 19. | Bern, Wankdorf stadion                   | 16 000   | Európa-kupa 1931–32  | Svájc–Magyarország 3–1 (0–0) | Weiler I. 79' ill. Känel 47', Passello 64', Abegglen III. 81'                                                           |
| 13. (170.) | 1933. 09. 17. | Budapest, Hungária körúti stadion        | 17 000   | Európa-kupa 1933–35  | Magyarország–Svájc 3–0 (1–0) | Avar 7' 77', Minelli 66'                                                                                                |
| 14. (184.) | 1935. 04. 14. | Zürich, Hardturm stadion                 | 25 000   | Európa-kupa 1933–35  | Svájc–Magyarország 6–2 (4–0) | Cseh 59' 72' (11-esből) ill. Jäck 8', Kielholz 21' 35' 571', Abegglen III. 40' 63'                                      |
| 15. (189.) | 1935. 11. 10. | Budapest, Üllői-úti pálya                | 16 000   | barátságos           | Magyarország–Svájc 6–1 (3–0) | Cseh 21', Toldi 39', Vincze 44' 90', Sárosi 66' 82' ill. Abegglen III. 72'                                              |
| —          | 1935. 11. 27. | Zürich, Hardturm stadion                 | 3 000    | nem hivatalos        | Magyarország–Svájc 5–2       | Cseh 24' , Toldi , Sárosi ill. Kielholz                                                                                 |
| 16. (200.) | 1937. 04. 11. | Bázel, Sportanlage Rankhof               | 22 000   | Európa-kupa 1936–38  | Svájc–Magyarország 1–5 (0–2) | Sárosi 26', Zsengellér 41' 59' 70', Dudás 77' ill. Aeby 58'                                                             |
| 17. (206.) | 1937. 11. 14. | Budapest, Üllői-úti pálya                | 10 000   | Európa-kupa 1936–38  | Magyarország–Svájc 2–0 (1–0) | Sárosi 3', Toldi 74' |
| 18. (212.) | 1938. 06. 12. | Lille, Stade Victor Boucquey             | 14 000   | vb 1938, negyeddöntő | Magyarország–Svájc 2–0 (1–0) | Sárosi 43', Zsengellér 90'                                                                                              |
| 19. (219.) | 1939. 04. 02. | Zürich, Hardturm stadion                 | 22 000   | barátságos           | Svájc–Magyarország 3–1 (1–0) | Déri 54' ill. Aeby 43' 74', Walaschek 80'                                                                               |
| 20. (226.) | 1940. 03. 31. | Budapest, Üllői-úti pálya                | 32 000   | barátságos           | Magyarország–Svájc 3–0 (2–0) | Sárosi 25' 63', Sütő 32'                                                                                                |
| 21. (236.) | 1941. 11. 16. | Zürich, Hardturm stadion                 | 24 000   | barátságos           | Svájc–Magyarország 1–2 (0–1) | Kovács Miklós 45', Olajkár 74' ill. Monnard 77'                                                                         |
| 22. (239.) | 1942. 11. 01. | Budapest, Üllői-úti pálya                | 35 000   | barátságos           | Magyarország–Svájc 3–0 (1–0) | Bodola 31', Németh 73', Tóth Mátyás 79'                                                                                 |
| 23. (240.) | 1943. 05. 16. | Genf, Stade des Charmilles               | 25 000   | barátságos           | Svájc–Magyarország 1–3 (1–3) | Bodola 32', 43', Zsengellér 32' ill. Monnard 16'                                                                        |
| 24. (258.) | 1948. 04. 22. | Budapest, Üllői-úti pálya                | 32 000   | Európa-kupa 1948-53  | Magyarország–Svájc 7–4 (3–3) | Puskás 1' 88', Deák 36' 76', Gőcze 42', Egresi 74', Szusza 86' ill. Lusenti 5', Amadò 30', Maillard II. 31', Tamini 87' |
| 25. (294.) | 1952. 09. 20. | Bern, Wankdorf stadion                   | 30 000   | Európa-kupa 1948-53  | Svájc–Magyarország 2–4 (2–2) | Puskás 36' 45', Kocsis 56', Hidegkuti 74' ill. Hügi II. 5', Fatton 11'                                                  |
| 26. (314.) | 1954. 10. 10. | Budapest, Népstadion                     | 94 000   | barátságos           | Magyarország–Svájc 3–0 (2–0) | Kocsis 19' 32', Bozsik 83'                                                                                              |
| 27. (324.) | 1955. 09. 17. | Lausanne, Stade Olympique de la Pontaise | 40 000   | Európa-kupa 1955-59  | Svájc–Magyarország 4–5 (2–3) | Machos 20' 22', Kocsis 26', Puskás 57' 85' (11-esből) ill. Vonlanthen II. 16' 43', Antenen 64' 73'                      |
| 28. (365.) | 1959. 10. 25. | Budapest, Népstadion                     | 70 000   | Európa-kupa 1955-59  | Magyarország–Svájc 8–0 (6–0) | Göröcs 1' 79', Tichy 19' 28' 35' 66', Sándor 22', Albert 27'                                                            |
| 29. (412.) | 1964. 10. 04. | Bern, Wankdorf stadion                   | 33 000   | barátságos           | Svájc–Magyarország 0–2 (1–3) | Albert 39' 84' |
| 30. (423.) | 1966. 06. 05. | Budapest, Népstadion                     | 35 000   | barátságos           | Magyarország–Svájc 3–1 (2–0) | Farkas 44', Bene 45' 65'                                                                                                |
| 31. (454.) | 1970. 11. 15. | Bázel, St. Jakob stadion                 | 25 000   | barátságos           | Svájc–Magyarország 0–1 (0–0) | Fazekas 82' |
| 32. (491.) | 1974. 12. 04. | Szolnok, Tiszaligeti stadion             | 20 000   | barátságos           | Magyarország–Svájc 1–0 (1–0) | Fazekas 42' (11-esből)                                                                                                  |
| 33. (504.) | 1976. 04. 30. | Lausanne, Stade Olympique de la Pontaise | 10 000   | barátságos           | Svájc–Magyarország 0–1 (0–1) | Fazekas 43' |
| 34. (554.) | 1981. 04. 28. | Luzern, Allmend stadion                  | 17 000   | vb selejtező         | Svájc–Magyarország 2–2 (1–1) | Bálint 45', Müller 64' (11-esből) ill. Sulser 31' 47'                                                                   |
| 35. (559.) | 1981. 10. 14. | Budapest, Népstadion                     | 65 000   | vb selejtező         | Magyarország–Svájc 3–0 (1–0) | Nyilasi 23' 50', Fazekas 59'                                                                                            |
| 36. (587.) | 1984. 08. 22. | Budapest, Népstadion                     | 12 000   | barátságos           | Magyarország–Svájc 3–0 (0–0) | Esterházy 71' 83', Bodonyi 87'                                                                                          |
| 37. (631.) | 1989. 04. 04. | Budapest, Népstadion                     | 8 000    | barátságos           | Magyarország–Svájc 3–0 (2–0) | Détári 22', Kovács Ervin 36', Bognár 74'                                                                                |
| 38. (681.) | 1994. 03. 09. | Budapest, Népstadion                     | 7 000    | barátságos           | Magyarország–Svájc 1–2 (0–2) | Eszenyi 75' ill. Sforza 10', Subiat 32'                                                                                 |
| 39. (694.) | 1995. 03. 29. | Budapest, Népstadion                     | 13 000   | EB selejtező         | Magyarország–Svájc 2–2 (0–0) | Kiprich 50', Illés 72' ill. Subiat 73' 85'                                                                              |
| 40. (699.) | 1995. 10. 11. | Zürich, Hardturm stadion                 | 20 000   | EB selejtező         | Svájc–Magyarország 3–0 (1–0) | Türkyilmaz 23', Sforza 56', Ohrel 88'                                                                                   |
| 41. (711.) | 1997. 04. 30. | Zürich, Hardturm stadion                 | 17 300   | vb selejtező         | Svájc–Magyarország 1–0 (0–0) | Türkyilmaz 83' |
| 42. (714.) | 1997. 08. 20. | Budapest, Népstadion                     | 40 000   | vb selejtező         | Magyarország–Svájc 1–1 (0–0) | Klausz 53' ill. Chapuisat 90'                                                                                           |
| 43. (728.) | 1998. 11. 18. | Budapest, Üllői úti stadion              | 2 849    | barátságos           | Magyarország–Svájc 2–0 (2–0) | Korsós 1', Sebők 7' |
| 44. (760.) | 2002. 02. 13. | Limassol, Tsirion stadion                | 100      | barátságos           | Magyarország–Svájc 1–2 (0–0) | Gyepes 82' ill. Magnin 53', Yakin 56'                                                                                   |
| 45. (911.) | 2016. 10. 07. | Budapest, Groupama Aréna                 | 22 000   | vb-selejtező         | Magyarország–Svájc 2–3 (0–0) | Szalai 53' 71' ill. Seferović 51', Rodríguez 67', Stocker 88'                                                           |
| 46. (920.) | 2017. 10. 07. | Bázel, St. Jakob-Park                    | 32 018   | vb-selejtező         | Svájc–Magyarország 5–2 (3–0) | Guzmics 54', Ugrai 89' ill. Xhaka 18', Frei 20', Zuber 42' 49', Lichtsteiner 83'                                        |